# Guinée aux Jeux olympiques d'été de 2016
La Guinée participe aux Jeux olympiques d'été de 2016 à Rio de Janeiro au Brésil du 5 août au 21 août. Il s'agit de sa 11e participation à des Jeux d'été.

## Athlétisme

### Homme

#### Course
| Athlètes               | Compétitions | Tour préliminaire | Tour préliminaire | Série   | Série   | Demi-finales | Demi-finales | Finale  | Finale  |
| Athlètes               | Compétitions | Temps             | Rang              | Temps   | Rang    | Temps        | Rang         | Temps   | Rang    |
| ---------------------- | ------------ | ----------------- | ----------------- | ------- | ------- | ------------ | ------------ | ------- | ------- |
| Mohamed Lamine Dansoko | 100 mètres   | 11 s 05           | 6e                | Éliminé | Éliminé | Éliminé      | Éliminé      | Éliminé | Éliminé |

### Femme

#### Course
| Athlètes      | Compétitions | Tour préliminaire | Tour préliminaire | Série    | Série    | Demi-finales | Demi-finales | Finale   | Finale   |
| Athlètes      | Compétitions | Temps             | Rang              | Temps    | Rang     | Temps        | Rang         | Temps    | Rang     |
| ------------- | ------------ | ----------------- | ----------------- | -------- | -------- | ------------ | ------------ | -------- | -------- |
| Makoura Keita | 100 mètres   | 12 s 66           | 4e                | Éliminée | Éliminée | Éliminée     | Éliminée     | Éliminée | Éliminée |